# Bareh Kheyreh
Bareh Kheyreh (persiska: بِرَه خِيرِه, بَردِ خِيرِه, بَرِه خِيرِه, بَرِۀ خِيرِه, بره خیره) är en ort i Iran.   Den ligger i provinsen Lorestan, i den västra delen av landet, 400 km sydväst om huvudstaden Teheran. Bareh Kheyreh ligger 1 480 meter över havet och antalet invånare är 153.
Terrängen runt Bareh Kheyreh är lite kuperad. Runt Bareh Kheyreh är det ganska tätbefolkat, med 52 invånare per kvadratkilometer. Närmaste större samhälle är Garāb, 14,1 km söder om Bareh Kheyreh. Omgivningarna runt Bareh Kheyreh är i huvudsak ett öppet busklandskap.